# Saint-André-de-Corcy
Saint-André-de-Corcy est une commune française, située dans le département de l'Ain, en région Auvergne-Rhône-Alpes.
La commune est plus particulièrement située dans la région de la Dombes. La commune fait partie de la communauté de communes de la Dombes.

## Géographie

### Situation et description
Saint-André-de-Corcy se situe dans la partie occidentale du département de l'Ain, à 22 km au nord-est de l'agglomération lyonnaise, sur le plateau de la Dombes, au milieu des étangs.

### Communes limitrophes
|          | Monthieux            | Saint-Marcel |
| Civrieux | Saint André de Corcy |              |
| Mionnay  |                      | Montluel     |

### Géologie
Le territoire de Saint-André-de-Corcy est situé au cœur de la Dombes, une région naturelle constituée par un plateau d'origine morainique aux innombrables étangs.

### Climat
Pour des articles plus généraux, voir Climat d'Auvergne-Rhône-Alpes et Climat de l'Ain.
En 2010, le climat de la commune est de type climat océanique dégradé des plaines du Centre et du Nord, selon une étude du CNRS s'appuyant sur une série de données couvrant la période 1971-2000. En 2020, Météo-France publie une typologie des climats de la France métropolitaine dans laquelle la commune est située dans une zone de transition entre le climat semi-continental et le climat de montagne : elle est dans la région climatique Bourgogne, vallée de la Saône, caractérisée par un bon ensoleillement (1 900 h/an), un été chaud (18,5 °C), un air sec au printemps et en été et des vents faibles.
Pour la période 1971-2000, la température annuelle moyenne est de 11,5 °C, avec une amplitude thermique annuelle de 17,8 °C. Le cumul annuel moyen de précipitations est de 853 mm, avec 9,4 jours de précipitations en janvier et 7,4 jours en juillet. Pour la période 1991-2020, la température moyenne annuelle observée sur la station météorologique de Météo-France la plus proche, sur la commune de Marlieux à 18 km à vol d'oiseau, est de 12,2 °C et le cumul annuel moyen de précipitations est de 909,1 mm,. Pour l'avenir, les paramètres climatiques de la commune estimés pour 2050 selon différents scénarios d'émission de gaz à effet de serre sont consultables sur un site dédié publié par Météo-France en novembre 2022.

### Hydrographie
De nombreux étangs parsèment le territoire de Saint-André-de-Corcy dont l'étang des Vavres, l'étang de Vavrette, la Valollière, l'étang du Fay-Bernard, l'étang des Chintres, l'étang Gobelet, l'étang Chevalet, l'étang du Grand Moulin, l'étang des Leissières, l'étang de la Claye, l'étang du Thou et l'étang du Poussey, selon les références toponymiques fournies par le site géoportail de l'Institut géographique national.

### Voies de communication
Le territoire communal est traversé par l'ancienne route nationale 83, déclassée en RD 1083 dans l'Ain et le Jura jusqu'à la bretelle de l'A391 au niveau de Poligny, depuis le 1er janvier 2006. Cette route permet de relier le bourg central de Saint-André aux villes de Bourg-en-Bresse et de Lons-le-Saunier, au nord, et à l'agglomération lyonnaise au sud (ainsi que l'aéroport de Lyon-Saint-Exupéry) par raccordement à la grande rocade dénommée autoroute A46.
- 3 à 20 km : Les Échets, Bourg-en-Bresse par RD 1083

### Transports publics
Une gare est également située sur le territoire communal.
Il y a également des modalités de transport à la demande : ccdsv

## Urbanisme

### Typologie
Au 1er janvier 2024, Saint-André-de-Corcy est catégorisée bourg rural, selon la nouvelle grille communale de densité à 7 niveaux définie par l'Insee en 2022.
Elle appartient à l'unité urbaine de Saint-André-de-Corcy, une unité urbaine monocommunale constituant une ville isolée,. Par ailleurs la commune fait partie de l'aire d'attraction de Lyon, dont elle est une commune de la couronne,. Cette aire, qui regroupe 397 communes, est catégorisée dans les aires de 700 000 habitants ou plus (hors Paris),.

### Occupation des sols
L'occupation des sols de la commune, telle qu'elle ressort de la base de données européenne d’occupation biophysique des sols Corine Land Cover (CLC), est marquée par l'importance des territoires agricoles (70,9 % en 2018), en diminution par rapport à 1990 (71,8 %). La répartition détaillée en 2018 est la suivante : 
terres arables (50,5 %), forêts (14,1 %), zones agricoles hétérogènes (11,2 %), prairies (9,2 %), zones urbanisées (5,8 %), eaux continentales (5,6 %), zones industrielles ou commerciales et réseaux de communication (2,3 %), espaces verts artificialisés, non agricoles (1,2 %).
L'évolution de l’occupation des sols de la commune et de ses infrastructures peut être observée sur les différentes représentations cartographiques du territoire : la carte de Cassini (XVIIIe siècle), la carte d'état-major (1820-1866) et les cartes ou photos aériennes de l'IGN pour la période actuelle (1950 à aujourd'hui).

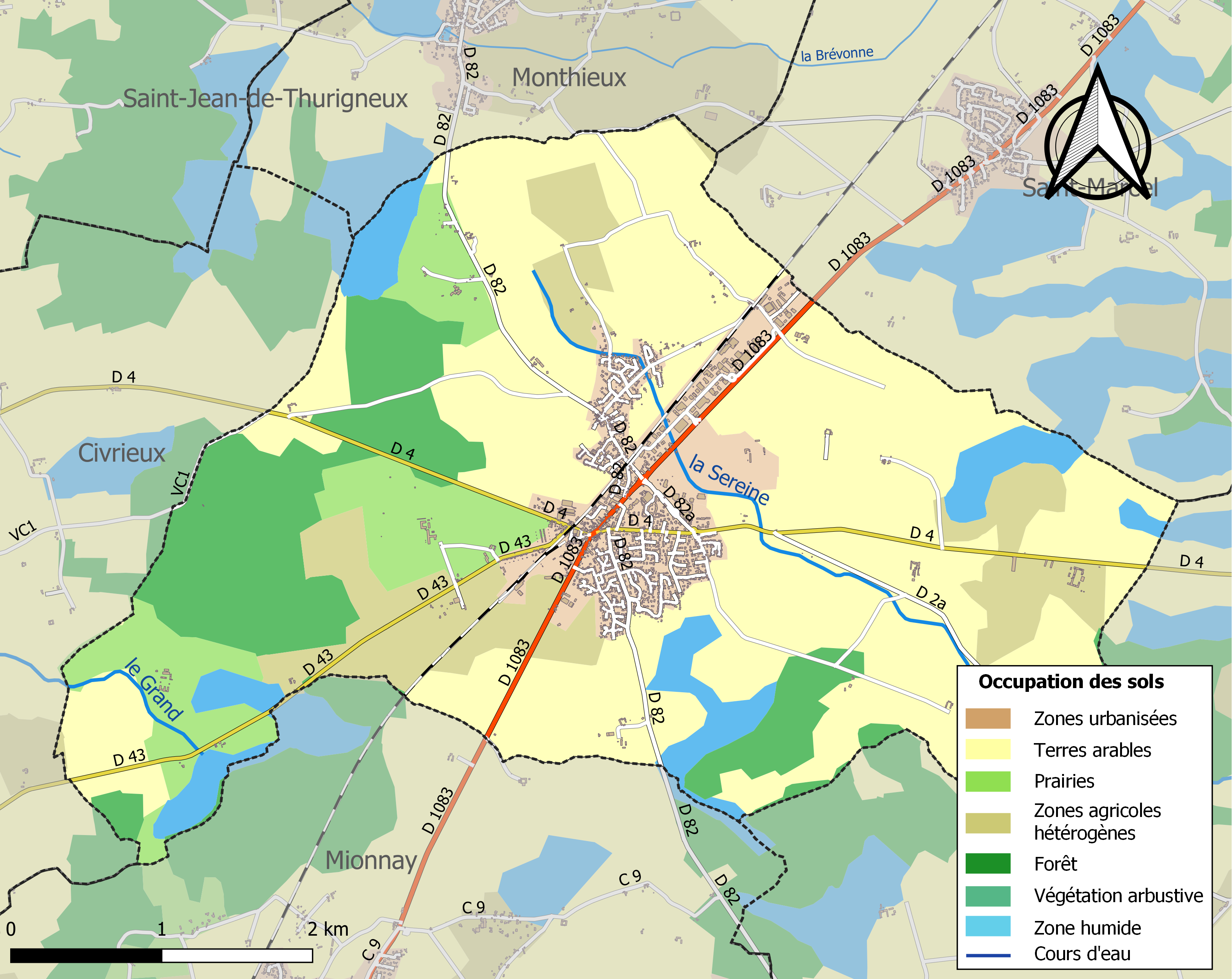
Carte des infrastructures et de l'occupation des sols de la commune en 2018 (CLC).

### Risques naturels

#### Risques sismiques
La totalité du territoire de la commune de Saint-André-de-Corcy est située en zone de sismicité no 2 (sur une échelle de 1 à 5), comme la plupart des communes situées sur le plateau de la Dombes.
| Type de zone | Niveau           | Définitions (bâtiment à risque normal) |
| ------------ | ---------------- | -------------------------------------- |
| Zone 2       | Sismicité faible | accélération = 0.7 m/s2                |

## Toponymie
Durant la Révolution française, la commune prend temporairement le nom de Corcy.

## Histoire

### Les origines
La première mention historique connue de Saint-André de Corcy remonte à 1095, c’est alors l’« Ecclesia Sancti Andree cum capella que est in castro Corziaci ». Saint-André de Corcy s’appelait autrefois  Nemerosum , le « boisé » puis Coriciacum , « endroit cultivé sur une petite élévation ».
Le village doit son origine à l’ancien château de Corcy (XIe siècle), possession des sires de Villars et de Beaujeu, puis au XIVe siècle des dauphins du Viennois, il fut alors détruit et remplacé par le château de Montribloud. Divisé en deux hameaux, l’Église en haut et la Croix Blanche en bas, la commune avait une vocation agricole. L’association des termes « Saint-André » et « Corcy » montre fort bien les efforts de rechristianisation entrepris en Dombes par les abbayes comme Cluny au XIe siècle .
Le village s’établit alors sur la butte de l’église, tandis que le château se situe un peu à l’est sur la poype de Roussière. Amené plus tard à se développer, le hameau de la Croix Blanche se situe au carrefour des routes de Lyon à Strasbourg par Besançon, de Montluel à Ambérieux-en-Dombes et de Trévoux à Pérouges et Meximieux.
Au nord du village, le hameau l’Hôpital semble indiquer la présence au Moyen Âge d’un hôpital pour pèlerins, peut-être ceux de Saint-Jacques-de-Compostelle venant de Suisse et d’Autriche en route vers Lyon et Le Puy.

### Moyen Âge
En 1227, Étienne Ier de Thoire-Villars prit en fief le château de Saint-André des mains d’Humbert III de Beaujeu. Il sera l’occasion d’autres hommages en 1253 et 1271. Lors des guerres delphino-savoyardes au début du XIIIe siècle, le château paraît avoir été détruit et remplacé par celui de Montribloud, au sud-ouest du village. De l’ancien château, il ne reste que la poype. La paroisse de Saint-André se divise entre les seigneuries de Montribloud et de Sure jusqu’à la Révolution. De nombreux étangs parsèment le paysage et affirment l’activité essentiellement agricole de Saint-André.

### Époque contemporaine
Au XIXe siècle, le village voit la création d’un relais de diligences, puis la création de la ligne de chemin de fer de Lyon à Bourg-en-Bresse ce qui entraîne l’assèchement d’une partie des étangs. À la fin du XXe siècle, le village s’est beaucoup développé à la suite du phénomène de la rurbanisation exercée en marge de la ville de Lyon.

## Politique et administration

### Découpage territorial
La commune de Saint-André-de-Corcy est membre de la communauté de communes de la Dombes, un établissement public de coopération intercommunale (EPCI) à fiscalité propre, créé le 1er janvier 2017, dont le siège est à Châtillon-sur-Chalaronne. Ce dernier est par ailleurs membre d'autres groupements intercommunaux.
Sur le plan administratif, elle est rattachée à l'arrondissement de Bourg-en-Bresse, au département de l'Ain et à la région Auvergne-Rhône-Alpes. Sur le plan électoral, elle dépend du  canton de Villars-les-Dombes pour l'élection des conseillers départementaux, depuis le redécoupage cantonal de 2014 entré en vigueur en 2015, et de la deuxième circonscription de l'Ain  pour les élections législatives, depuis le dernier découpage électoral de 2010.

### Administration municipale

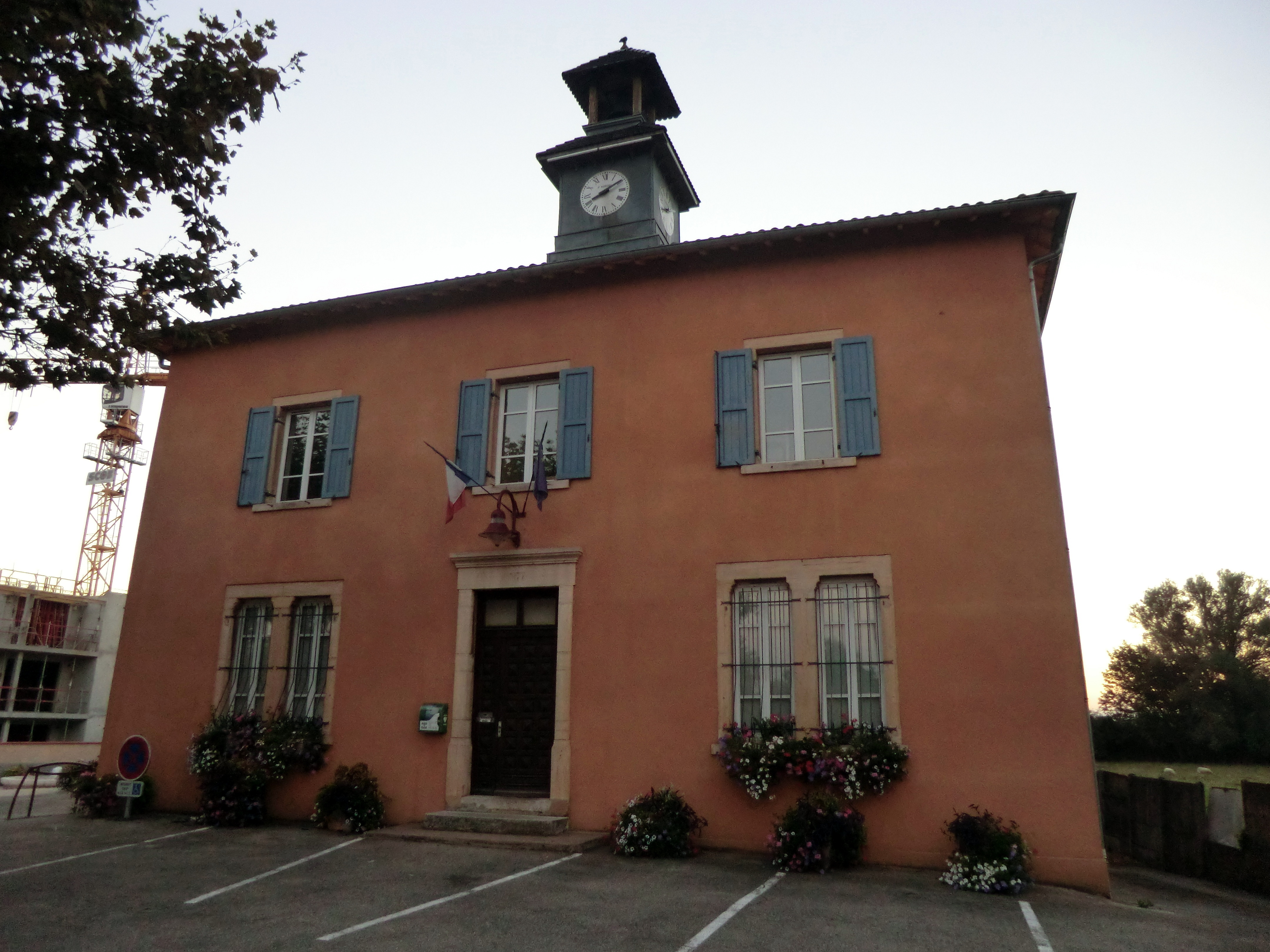
Hôtel de ville de Saint-André-de-Corcy.

## Population et société

### Démographie
L'évolution du nombre d'habitants est connue à travers les recensements de la population effectués dans la commune depuis 1793. Pour les communes de moins de 10 000 habitants, une enquête de recensement portant sur toute la population est réalisée tous les cinq ans, les populations de référence des années intermédiaires étant quant à elles estimées par interpolation ou extrapolation. Pour la commune, le premier recensement exhaustif entrant dans le cadre du nouveau dispositif a été réalisé en 2007.
En 2022, la commune comptait 3 369 habitants, en évolution de +3,95 % par rapport à 2016 (Ain : +5,15 %, France hors Mayotte : +2,11 %).
| 1793 | 1800 | 1806 | 1821 | 1831 | 1836 | 1841 | 1846 | 1851 |
| ---- | ---- | ---- | ---- | ---- | ---- | ---- | ---- | ---- |
| 328  | 283  | 309  | 361  | 379  | 406  | 470  | 547  | 614  |

| 1856 | 1861 | 1866 | 1872 | 1876 | 1881 | 1886 | 1891 | 1896 |
| ---- | ---- | ---- | ---- | ---- | ---- | ---- | ---- | ---- |
| 551  | 594  | 615  | 676  | 741  | 750  | 804  | 805  | 710  |

| 1901 | 1906 | 1911 | 1921 | 1926 | 1931 | 1936 | 1946 | 1954 |
| ---- | ---- | ---- | ---- | ---- | ---- | ---- | ---- | ---- |
| 679  | 700  | 714  | 671  | 693  | 720  | 666  | 687  | 650  |

| 1962 | 1968 | 1975 | 1982  | 1990  | 1999  | 2006  | 2007  | 2012  |
| ---- | ---- | ---- | ----- | ----- | ----- | ----- | ----- | ----- |
| 731  | 780  | 900  | 2 131 | 2 547 | 3 101 | 3 005 | 2 992 | 2 959 |

| 2017  | 2022  | - | - | - | - | - | - | - |
| ----- | ----- | - | - | - | - | - | - | - |
| 3 354 | 3 369 | - | - | - | - | - | - | - |

### Enseignement
La commune est rattachée à l'académie de Lyon et dispose d'une école maternelle, élémentaire et d'un collège. Un grand projet de rénovation du groupe scolaire est annoncé depuis l'élection municipale de 2020.

### Équipement culturel et sportif
La vie associative très riche du village explique la présence de nombreux équipements :
- une grande salle polyvalente avec gradins au-dessus d'une salle de danse (ancien dojo),
- le même bâtiment accueille une petite salle polyvalente avec cuisine et bar,
- une salle de spectacles de 208 places assises rétractables (Atelier 208),
- accolée, une maison des associations et les vestiaires pour le football,
- une salle multi-sports (Salle Mont-Blanc),
- un ancien bâtiment industriel abritant un gymnase (gymnastique acrobatique : La Sereine) et un dojo,
- deux terrains de football,
- quatre terrains de tennis répartis sur deux sites,
- deux aires boulodromes réparties sur deux sites,
- l'espace Favrot avec une salle multi-usage et une cuisine,
- un parcours sportif.

### Manifestations et événements
- Une brocante appelée Foire-fouille est organisée chaque mois de septembre.
- Durant le printemps a lieu une fête appelée les Conscrits où l'on peut assister à un défilé.

## Économie
Le village héberge le siège du Groupe Bernard et le siège de D2L Group.

## Culture et patrimoine

### Lieux et monuments

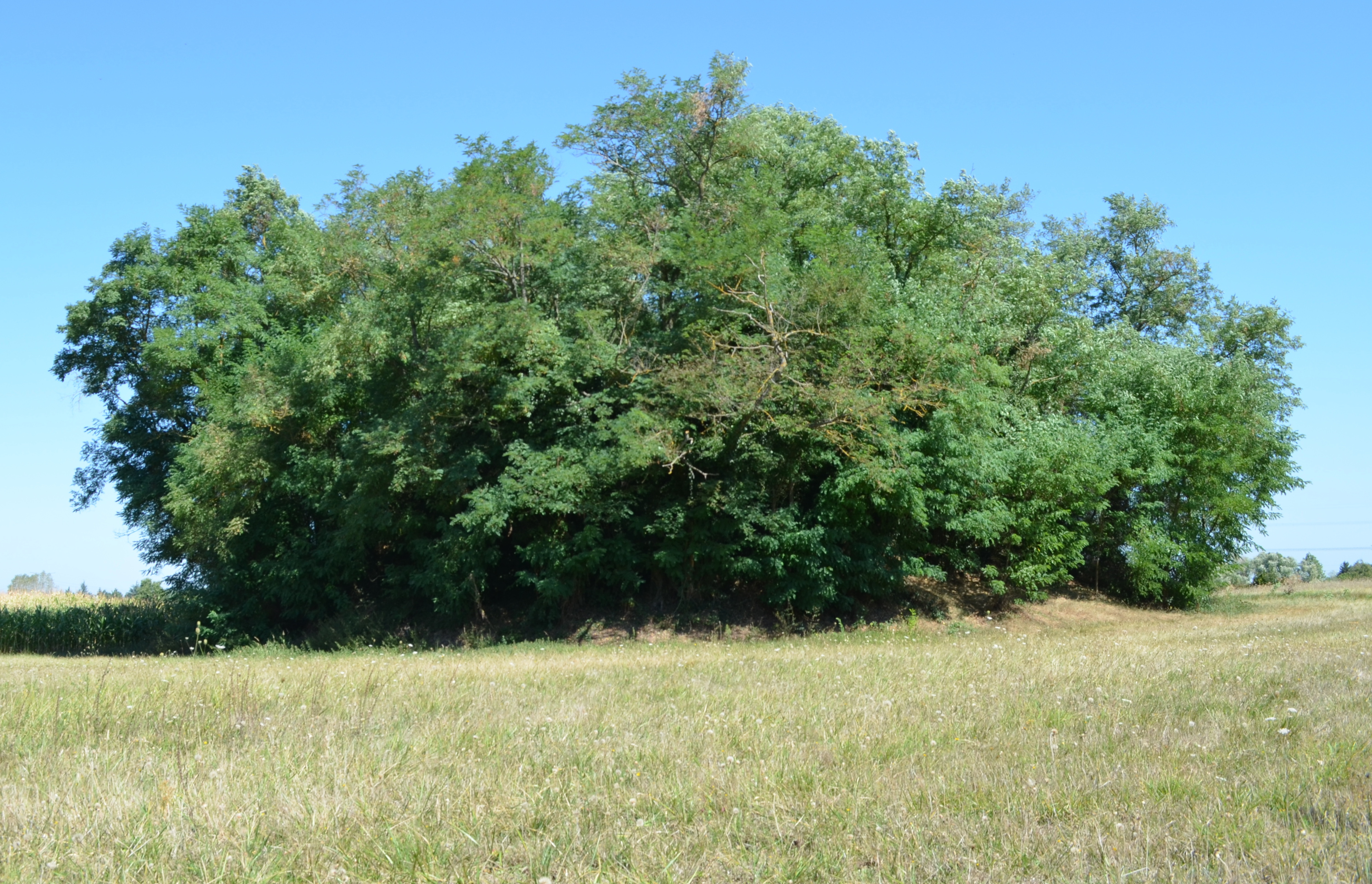
Poype de Rozières ou Roussière, inscrite aux Monuments historiques.

Outre l'église Saint-André, la commune compte plusieurs monuments sur son territoire dont plusieurs châteaux.
- Église Saint-André de Saint-André-de-Corcy. Elle est inscrite à l'Inventaire général du patrimoine culturel[28].

#### Poype de Rozières ou Roussière
La motte castrale est le vestige d'un ancien château de terre du XIe siècle. Elle est inscrite au titre des monuments historiques par arrêté du 19 septembre 1989.

#### Château de Montribloud
Cet ancien château fort, élevé sur une poype par Humbert V de Thoire-Villars au début du XIVe siècle, fut restauré au XIXe siècle dans un style néo-classique.
Le château fut le centre de la seigneurie, puis de la baronnie et enfin du comté de Montribloud. Le château est situé à 3 kilomètres au sud-ouest du bourg, accessible par un chemin qui s'embranche à l'ouest sur la route départementale 43, près de l'étang de Chavalet.

#### Château de Sure
Le château a été rebâti vers 1650.

#### Poype des sires de Villars
Les sires de Villars font aveu de la poype en 1227 aux sires de Beaujeu.
Salch note la présence de deux autres mottes : la première motte dite « poype » de Raclet et la seconde motte dite « poype » de Breignans.

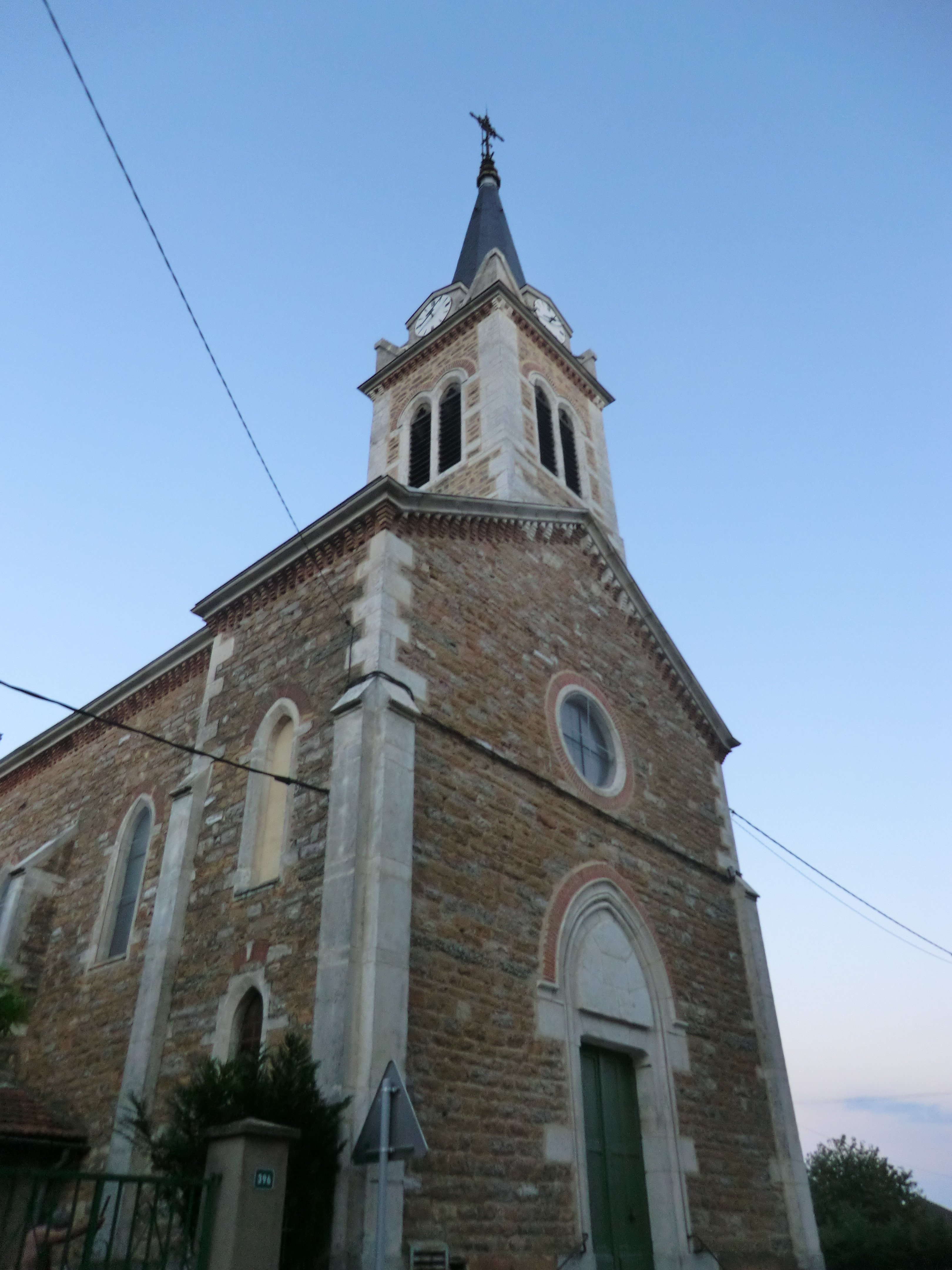
Église Saint-André de Saint-André-de-Corcy.
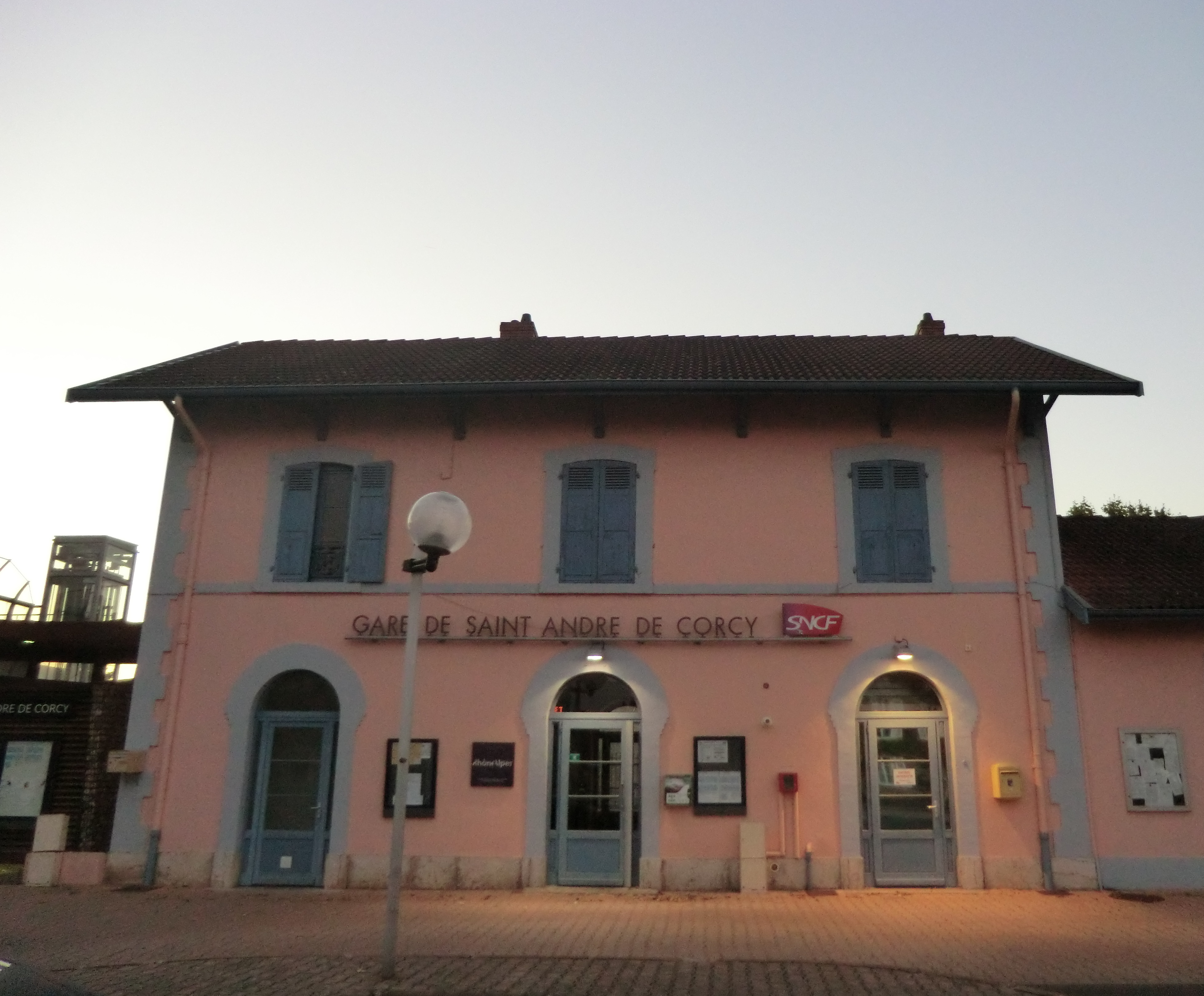
Gare de Saint-André-de-Corcy.
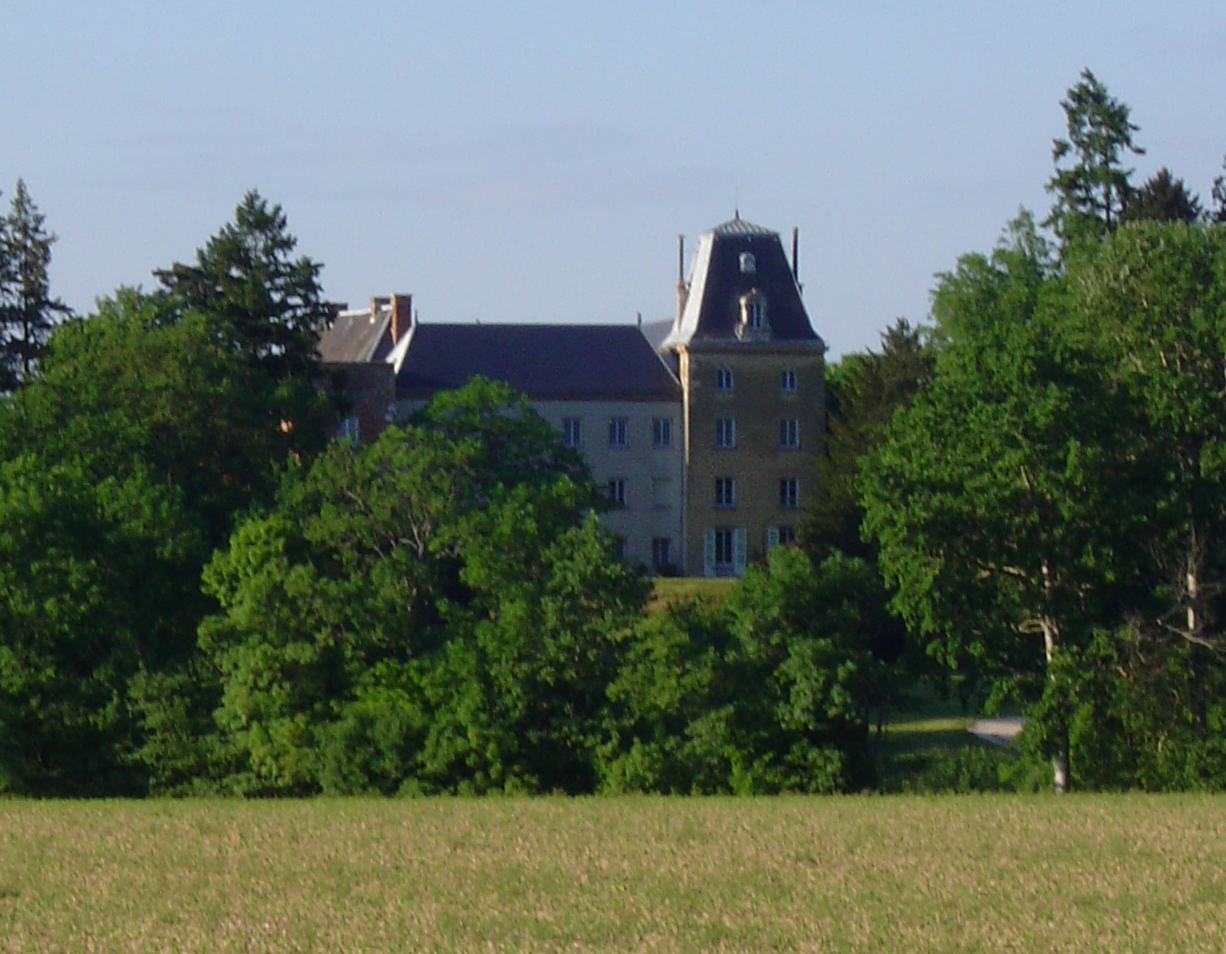
Château de Montribloud.

### Héraldique
|  | Saint-André-de-Corcy possède des armoiries dont l'origine et le blasonnement exact ne sont pas disponibles. |